# 泰甸尼球場
泰甸尼球場（義大利語：Stadio Ennio Tardini）是意大利甲組足球聯賽球隊帕爾馬足球會的主場，建於1923年，可容納27,906人，以前帕爾馬主席恩尼奧·塔尔迪尼命名。
在20世纪90年代，球场进行了大规模扩建，座位容量从大约13,500个增加到29,050个。2006 年，容量减少到27,906个，但在全座席活动中只允许21,473人入场。扩建使得塔尔迪尼球场能够承办多场意大利国家队的比赛。